# Епархия Катандувы
Епархия Катандувы (лат. Dioecesis Catanduvensis) — епархия Римско-Католической церкви с центром в городе Катандува, Бразилия. Епархия Катандувы входит в митрополию Сан-Жозе-ду-Риу-Прету. Кафедральным собором епархии Катандувы является церковь Пресвятой Девы Марии.

## История
23 декабря 2000 года Римский папа Иоанн Павел II издал буллу «Venerabiles Fratres», которой учредил епархию Катандувы, выделив её из епархии Жаботикабала.

## Ординарии епархии
- епископ Antônio Celso Queiroz (2000—2009)
- епископ Otacílio Luziano Da Silva (2009 — по настоящее время)

## Источник
- Annuario Pontificio, Ватикан, 2007
- Булла Venerabiles Fratres  (лат.)